# Mascarpone
Mascarpone – kremowy, pochodzący z Lombardii, ser twarogowy, wytwarzany ze śmietanki mleka krowiego. Produkowany od kilku wieków głównie w Lodi i Abbiategrasso oraz Como i Lecco.
Najczęściej wykorzystywany do ciast i deserów (np. Tiramisu) przez swój wyjątkowo słodki smak.

## Proces produkcyjny
Śmietankę odwirowaną ze świeżo wydojonego mleka krowiego wlewa się do kadzi ze stali nierdzewnej i podgrzewa do temperatury 85–90 °C ciągle mieszając. Po upływie około 10 minut od dodania substancji koagulujących (zazwyczaj kwasku cytrynowego) zaczynają się formować małe grudki. Te powoli łączą się ze sobą, aż stworzą gęsty koagulat, który wylewa się na płótno i odsącza serwatkę przez około 24 godziny w temperaturze 8°-10 °C. W tym czasie odbywa się szybkie dojrzewanie sera, a odsączanie serwatki ułatwia wielokrotne obracanie masy, co też pomaga w zachowaniu jednorodności sera. 
Końcowy produkt ma wygląd gęstego kremu, miękką konsystencję i kolor od białego do kremowego. Zawartość tłuszczu sięga 80% w suchej masie. Mascarpone ma smak słodki, śmietankowy, przypominający trochę masło. Kwaśnieje zaledwie po kilku dniach, z tego powodu powinien być spożywany świeży.